# 1529 w polityce
Wydarzenia polityczne w 1529 roku.

## Wydarzenia
- Oblężenie Wiednia przez wojska tureckie.